# Rejon nawliński
Rejon nawliński (ros. На́влинский райо́н) – jednostka podziału administracyjnego na wschodzie obwodu briańskiego w Federacji Rosyjskiej.
Ośrodkiem administracyjnym rejonu jest osiedle typu miejskiego Nawla.

## Geografia
Powierzchnia rejonu wynosi 2030 km². Jest on największym terytorialnie rejonem w obwodzie briańskim.
Rejon graniczy:
- na północy z rejonem briańskim;
- na zachodzie z rejonami wygonickim i trubczewskim
- na wschodzie z rejonem karaczewskim, brasowskim oraz rejonem szabłykińskim w obwodzie orłowskim
- na południu z rejonem suziemskim

Współrzędne geograficzne skrajnych punktów rejonu:  północny – 53°08'N, południowy – 52°38'N, zachodni – 33°59'E, wschodni – 34°52'E. Rozciągłość rejonu z zachodu na wschód wynosi 57 km, a  z północy na południe – 50 km.
Przez terytorium rejonu przepływa 13 rzek i cieków wodnych o łącznej długości 426 km. Sieć wodna rejonu stanowi w większości dorzecze Desny. Główne rzeki rejonu to Nawla i Riowna.
Na terytorium rejonu obecne są również jeziora, z których największym jest jezioro Szumowiec o powierzchni 7,8 ha. Na brzegach niektórych jezior spotykana jest unikalna roślinność. Jeziora Szumowiec i Bartyń uznane zostały za pomniki przyrody. Zbiorniki wodne rejonu charakteryzują się bogatą ichtiofauną (m.in. okoń, karaś, szczupak, płoć, wzdręga, leszcz).
59% terytorium rejonu zajmują lasy.

## Historia
Rejon powstał w 1929 roku na bazie wołostu nawlińskiego w ujeździe bieżyckim.
W latach 1929–1937 rejon wchodził w skład obwodu zachodniego, w latach 1937–1944 znajdował się w obwodzie orłowskim. Od 1944 roku znajduje się w składzie obwodu briańskiego.
W latach 1963–1965 terytorium rejonu znajdowało się tymczasowo w granicach rejonu brasowskiego.

## Demografia
Na terytorium rejonu zamieszkuje 28,3 tys. osób. Na obszarach miejskich zamieszkuje 57% ludności (w tym ponad połowa ludności rejonu zamieszkuje w jego ośrodku administracyjnym – Nawli).
W obrębie rejonu znajduje się 86 punktów osadniczych. Osiedlami typu miejskiego są Nawla oraz Ałtuchowo.
Liczba ludności rejonu kształtowała się w ostatnich latach następująco:
- 1989 – 32 189 mieszkańców (Spis Powszechny ZSRR z 1989 roku[2])
- 2002 – 29 783 mieszkańców (Rosyjski spis powszechny 2002[3])
- 2010 – 28 341 mieszkańców (Rosyjski spis powszechny 2010[4])

Od 2005 roku rejon podzielony jest na 11 administracji wiejskich (ros. сельское поселение) oraz 2 administracje miejskie  (ros. городское поселение):
1. Ałtuchowska administracja miejska
2. Nawlińska administracja miejska
3. Aleszenska administracja wiejska
4. Biakowska administracja wiejska
5. Wzdrużenska administracja wiejska
6. Klukowienska administracja wiejska
7. Prołysowska administracja wiejska
8. Riowienska administracja wiejska
9. Sałtanowska administracja wiejska
10. Sinieziorska administracja wiejska
11. Sokołowska administracja wiejska
12. Czyczykowska administracja wiejska
13. Szczegłowska administracja wiejska

## Atrakcje turystyczne
Zespół pałacowo-parkowy we wsi Riowny, opisany przez K. Paustowskiego w jego utworze Powiest' o żizni.